# Пантелимон
Пантелимон (рум. Pantelimon) град је у Румунији. Он се налази у јужном делу земље, у историјској покрајини Влашка. Пантелимон је велико насеље округа Илфов, који окружује главни град Букурешт, чије је предграђе.
Пантелимон је по последњем попису из 2002. године имао 16.019 становника.

## Географија
Град Пантелимон налази се у средишњем делу историјске покрајине Влашке, у оквиру уже области Мунтеније. Град се налази око 10 km североисточно од Букурешта и, у ствари, представља продужетак изграђене градске целине Букурешта преко његове североисточне управне границе. Стога Пантелимон спада у граду најближа предграђа. Поред града је истоимено Пантлимонско језеро.

## Становништво
Матични Румуни чине већину градског становништва Пантелимона (94%), а од мањина присутни су једино Роми (6%). Град је једно од најбрже растућих места у целој земљи захваљујући близини главног града и развију „мале привреде“.
| 2011.  |
| ------ |
| 25.596 |